# Polistes indicus
Polistes indicus är en getingart som beskrevs av Stolfa 1934. Polistes indicus ingår i släktet pappersgetingar, och familjen getingar. Inga underarter finns listade i Catalogue of Life.